# Toogoolawah

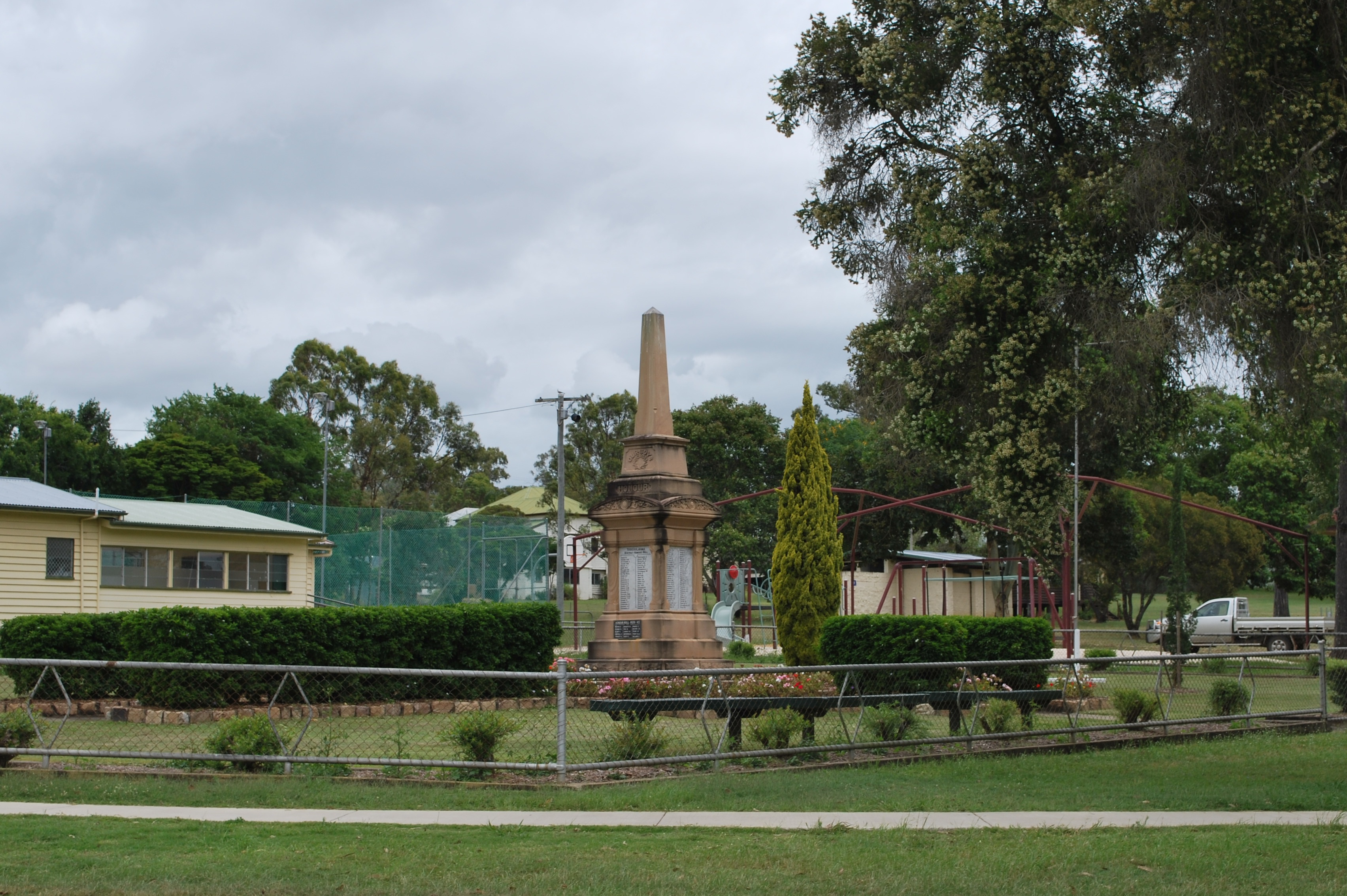
Pomnik wojenny w Toogoolawah, Queensland

Toogoolawah – miasto w Australii, w stanie Queensland.